# Cam Mậu
Cam Mậu (chữ Hán: 甘茂, ?-?), là thừa tướng nước Tần trong lịch sử Trung Quốc. Về danh nghĩa, ông chính là vị thừa tướng đầu tiên ở Trung Quốc.

## Làm tướng nước Tần
Nguyên Cam Mậu là người quê ở ấp Hạ Thái, lúc nhỏ học du thuyết. Vào những năm Tần Huệ Văn vương, Cam Mậu đến nước Tần, kết giao với tướng quốc Trương Nghi và Thứ trưởng Sư Lý Tật, sau được Nghi giúp đỡ và được vào yết kiến vua Tần Huệ Văn. Vua Tần mến phục ông, phong làm tướng.
Năm 312 TCN, Cam Mậu theo tướng Tần là Ngụy Chương đem quân hợp lực với Hàn, Ngụy cùng đánh nước Sở, chiếm được Hán Trung của Sở.
Năm 310 TCN, ở nước Thục, tướng Trần Trang nổi dậy chống lại nước Tần. Tần Vũ vương cử Cam Mậu sang Thục dẹp loạn, đánh bại quân nổi dậy. Cùng năm đó, vua Tần trục xuất Ngụy Chương và Trương Nghi ra nước ngoài, đồng thời bãi bỏ chức vụ tướng quốc, đặt ra tả, hữu Thừa tướng, phong Cam Mậu làm Tả thừa tướng và Sư Lý Tật làm Hữu thừa tướng.

## Trận chiến Nghi Dương
Năm 308 TCN, Tần Vũ vương nói với Cam Mậu:
-"Quả nhân muốn đem chiến xa vào đất Tam Xuyên để cướp ngôi nhà Chu, như vậy khi quả nhân chết rồi danh sẽ bất hủ"
Cam Mậu bèn xin Tần Vũ vương cho mình sang Ngụy để liên minh cùng Ngụy đánh Hàn, thông Tam Xuyên tiến vào đất Chu. Vua Tần đồng ý, cử Hướng Thọ theo phụ tá ông. Khi tới nước Ngụy, Cam Mậu bảo Hướng Thọ về báo đừng nên đánh nước Hàn vội. Khi Cam Mậu trở về, Tần Vũ vương thân hành đến đón ông ở Tức Nhưỡng, hỏi lý do vì sao không đánh Hàn. Cam Mậu cho vua Tần biết là vì ông sợ vua Tần sau sẽ nghe lời gièm pha mà sinh nghi ông, buộc vua Tần phải cùng thề với ông ở Tức Nhưỡng rồi mới ra quân.
Cam Mậu đánh thành Nghi Dương của nước Hàn hơn năm tháng vẫn chưa hạ được. Công tôn Thích và Sư Lý Tật ở trong nước quả nhiên khuyên vua triệu Cam Mậu về. Cam Mậu sai sứ sang đáp:
-"Tức Nhưỡng còn đó"
Vua Tần nhớ ra, đem đại quân đến hợp sức với ông, đánh Nghi Dương.
Cam Mậu đánh Nghi Dương, thúc trống ba lần mà quân không tiến tới được. Có viên hữu tướng nói rằng ông không biết lượng sức. Cam Mậu quyết định xuất tiền riêng để tăng tiền thưởng cho quân lính, đến hôm sau lại thúc trống, quân lính hăng hái tiến lên. Không bao lâu sao, Cam Mậu hạ được thành, chém đầu 6 vạn quân nước Hàn và chiếm Nghi Dương, buộc Hàn Tương vương phải cầu hòa.

## Cho Hàn mượn binh
Năm 307 TCN, Tần Vũ vương chết ở đất nhà Chu, em là Tần Chiêu Tương vương lên nối ngôi. Cùng năm đó, Sở Hoài vương đánh nước Hàn, vây đất Ung. Sứ nước Hàn là Công Trọng Xỉ sang nước Tần cầu viện. Tuyên Thái hậu vốn là người nước Sở nên không đồng ý giúp. Công Trọng bèn nhờ Cam Mậu. Cam Mậu lại thuyết phục Tần Chiêu Tương vương đem quân cứu nước Hàn, cho rằng nêu không cứu thì Công Trọng sẽ bị cách chức, Công Thúc sẽ lên thay mà Công Thúc thân Sở, sẽ liên kết với Sở, uy hiếp nước Ngụy cùng đánh Tần. Vua Tần đồng ý giúp quân, quân Sở rút lui.

## Nhờ Tô Đại giúp đỡ
Năm 306 TCN, Tần Chiêu Tương vương cử Cam Mậu cùng Sư Lý Tật đi đánh đất Bì Thị của nước Ngụy. Trong triều, Hướng Thọ cùng Công Tôn Thích bàn mưu gièm pha ông với Tần Chiêu Tương vương. Cam Mậu bèn bỏ trốn.
Khi ra khỏi ải Hàm Cốc, Cam Mậu gặp biện sĩ Tô Đại (em Tô Tần). Ông nhờ Tô Đại giúp đỡ. Tô Đại nhận lời, hứa sẽ giúp ông sang nước Tề. Sau đó Tô Đại đến Tần, khuyên Tần Chiêu Tương vương nên dùng đồ lễ đón Cam Mậu về, an trí ở Hòe Cốc vì Cam Mậu sắp sang nước Tề để liên minh với Hàn, Ngụy đánh Tần. Vua Tần nghe theo, ban cho ông chức thượng khanh và mời về nhưng ông không tới. Tô Đại lại sang thuyết Tề Mẫn vương, khuyên vua Tề dùng ông. Vua Tề bằng lòng, phong Cam Mậu làm thượng khanh.
Về sau Tề Mẫn vương cử Cam Mậu đi sứ nước Sở. Tần Chiêu Tương vương nghe tin ông ở nước Sở, sai sứ đến nhờ vua Sở đưa ông về Tần. Tuy nhiên sau đó tướng Sở là Phạm Quyên can gián không nên đưa ông về Tần, vua Sở lại muốn giữ ông ở lại làm tướng quốc, cũng bị Phạm Quyên ngăn cản. Cuối cùng Cam Mậu không về Tần được, cuối cùng ông qua đời ở nước Ngụy.